# 에이치엘비제약
에이치엘비제약(HLB製藥)은 1998년 김완주 회장이 설립한 대한민국의 제 1세대 바이오 기업으로, 펩타이드 의약품 전문 제약회사이다. 

## 사업
주요 사업은 펩타이드 의약품의 제조·판매이며, 최근 글로벌 신약 개발로 항혈액응고제 ‘씨루딘주’의 국내 최초 출시에 주력하고 있다. 대표 제품으로는 국내최초 개발 척수소뇌변성증 치료제 ‘씨트렐린 구강붕해정’, 치매치료제 ‘엑셀씨캡슐’, 치질연고/좌제 ‘프라맥스’, 상처치료연고 ‘베나텐플러스크림’ 등이 있다. 현재 메디포럼제약의 특허는 32건에 이른다. 

## 역사
2015년 12월 21일에 코스닥에 상장 등록되었고 2020년 2월부로 주식회사 씨트리에서 주식회사 메디포럼제약으로 상호가 변경되었다. 2020년 10월부로 주식회사 메디포럼제약에서 주식회사 에이치엘비제약으로 상호가 변경되었다.

## 연혁
- 1998년 4월 주식회사 씨트리 설립
- 1998년 8월 중앙 연구소 설립
- 1999년 1월 벤처기업 등록
- 1999년 3월 기술혁신개발사업 협약 체결
- 1999년 6월 산업기반기술개발사업 협약 체결
- 1999년 7월 중소기업기술개발사업 협약 체결
- 1999년 11월 바이엘코리아 남양주 공장 설비 인수
- 2000년 6월 중앙연구소 수원대학교 이전
- 2000년 7월 남양주 연구소 설립
- 2000년 12월 매일경제 최우수벤처 선정
- 2000년 12월 기술경쟁력 우수기업 지정
- 2001년 8월 우량기술기업 선정
- 2001년 11월 제5회 벤처기업 전국대회 산자부 장관 표창
- 2001년 12월 경기도지사 표창 수상
- 2002년 9월 ㈜카이로젠과 합병
- 2003년 12월 산업협력대상 산업자원부 장관상 수상[4]
- 2004년 11월 대한민국기술대전 국무총리상 수상
- 2006년 1월 우수건강기능식품 GMP 적용 업소 지정
- 2009년 2월 본점 및 중앙연구소 남양주 이전
- 2009년 6월 춘천 거두리 농공단지 부지 매입
- 2011년 7월 남양주 펩타이드 합성공장 완료
- 2011년 8월 이온성액체 녹색기술인증 획득
- 2013년 7월 비발리루딘 임상1상 시험 완료
- 2013년 11월 남양주 펩타이드 합성공장 BGMP 승인
- 2014년 6월 데스모프레신 완제의약품 생동시험 완료
- 2015년 1월 데스모프레신 완제의약품 허가 취득
- 2015년 2월 춘천 바이오의약품 공장 준공
- 2015년 2월 탈티렐린 완제의약품 품목허가 취득
- 2015년 12월 코스닥 상장
- 2016년 8월 대한민국 리딩기업대상 2년연속상 수상[5]
- 2016년 10월 두뇌역량 우수전문기업 선정[6]
- 2017년 2월 탈티렐린 원료의약품 품목허가 취득
- 2020년 2월 주식회사 씨트리에서 주식회사 메디포럼제약으로 상호 변경.
- 2020년 10월 주식회사 메디포럼제약에서 주식회사 에이치엘비제약으로 상호 변경.

## 주요 제품
- 씨트렐린구강붕해정5mg
- 엑셀씨캡슐
- 프라맥스크림/좌제
- 렉스판정
- 릴랙슬정
- 잘젠정
- 베나텐플러스크림
- 스피덤연고
- 카네덤플러스크림
- 더마쎄지크림
- 터비넥스크림
- 씨트리피록시캄겔
- 콴첼

## 본점 및 지점 현황
- 본점: 경기도 남양주시 경강로 27 (일패동)
- 춘천지점: 강원특별자치도 춘천시 동내면 거두단지2길 48

## 같이 보기
- 김완주 (기업인)